# Datura stramonium
Lo stramonio comune (Datura stramonium L.) è una pianta a fiore appartenente alla famiglia delle Solanacee.
Come altre specie del genere Datura (Datura inoxia, Datura metel, ecc.) è una pianta altamente velenosa a causa dell'elevata concentrazione di potenti alcaloidi, in particolare la scopolamina, presenti in tutti i distretti della pianta e soprattutto nei semi.

## Descrizione

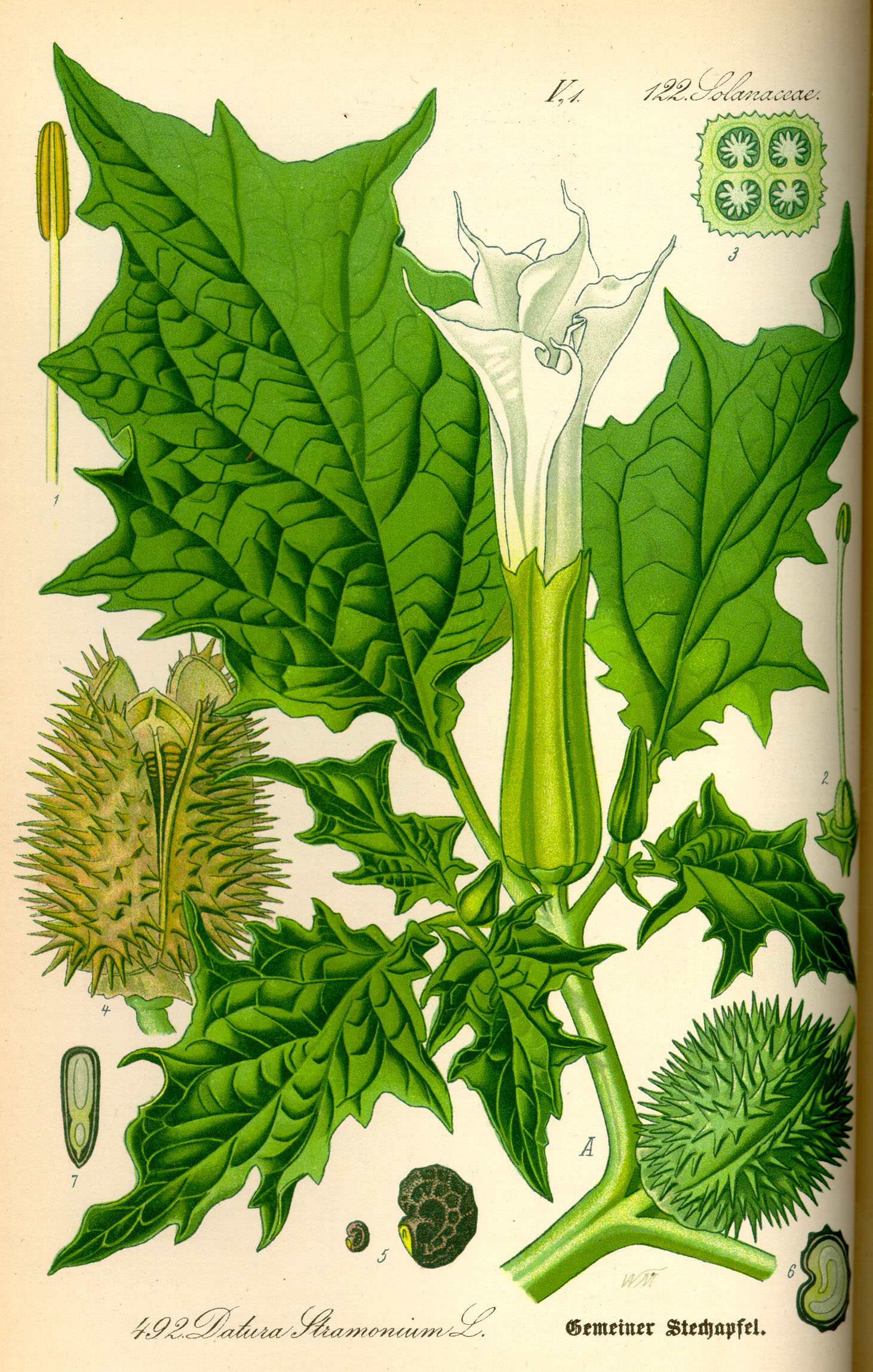
Illustrazione di D.stramonium

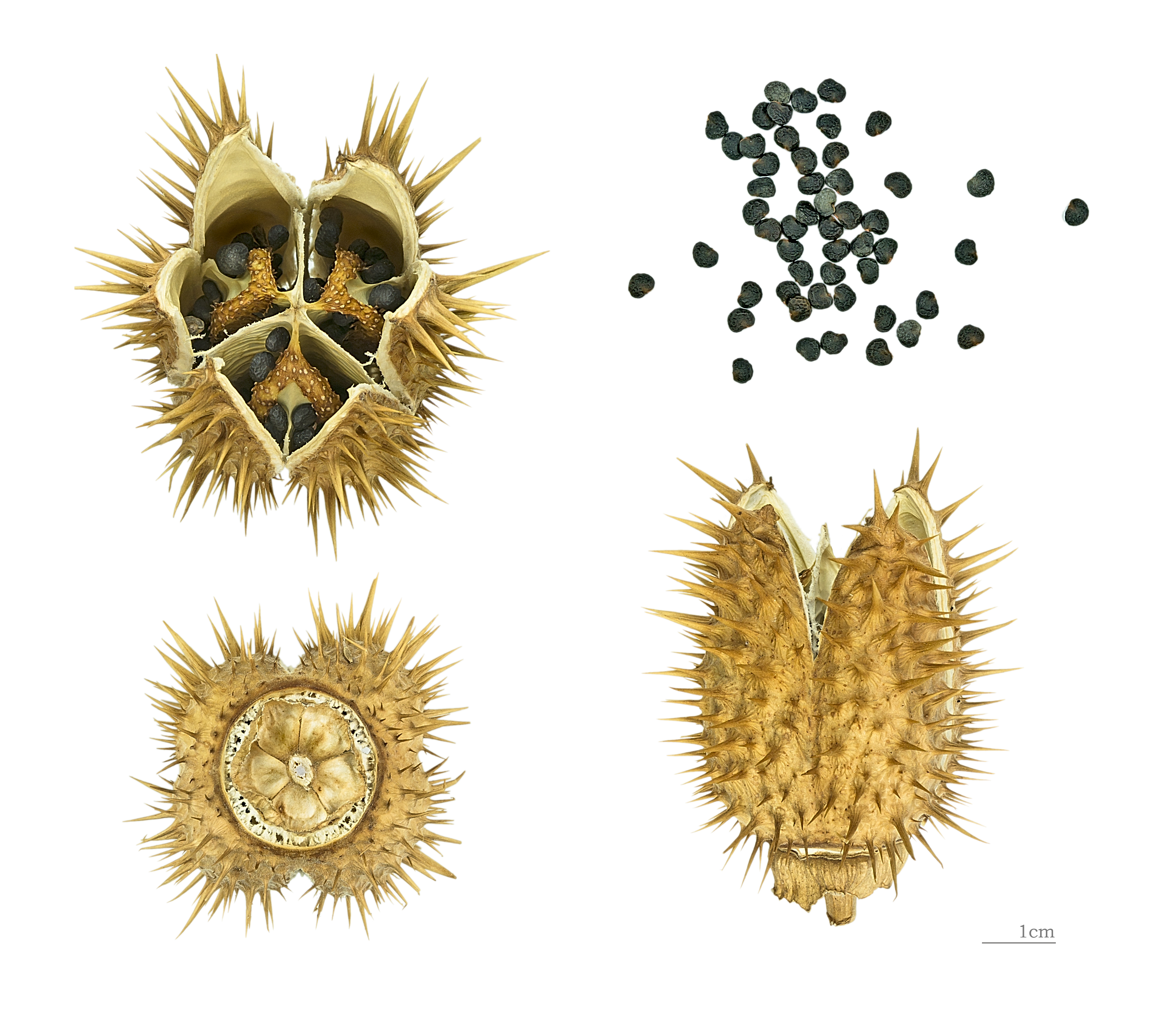
Datura stramonium

Pianta erbacea a ciclo annuale, presenta una radice a fittone, fusiforme, e un fusto eretto, con biforcazioni ramose e altezza che può raggiungere anche i due metri in altezza. Le foglie sono semplici e alterne, di grandi dimensioni, picciolate, con lamina ovale, base asimmetrica e margine dentato-frastagliato.
I fiori sono ermafroditi, lunghi fino a 10 cm e solitari, presenti nelle zone terminali e nelle ascelle dei vari rami. Il calice è di forma allungata e composto da 5 sepali a lobi saldati; da questa si sviluppa una corolla bianca, a volte con sfumature violacee, di forma tubulare, a 5 petali saldati, acuminati e pieghettati. L'androceo è composto da 5 stami, il gineceo da un pistillo con ovario supero, bi-carpellare e biloculare, munito di stilo unico e stimma bifido.
La fioritura avviene tra luglio e ottobre; i fiori rimangono chiusi durante il giorno per poi aprirsi completamente la notte, emanando un intenso e penetrante odore che attira le farfalle notturne; l'impollinazione è infatti entomofila (tramite insetti pronubi). Il frutto è una capsula globosa, divisa in 4 logge, della grandezza di una noce e irta di spine (da qui il nome di noce spinosa); al suo interno si trovano numerosi semi neri e reniformi, lunghi circa 3 mm.

## Distribuzione e habitat
Lo stramonio cresce nelle regioni sub-tropicali e nei climi temperati ed è diffuso in America, Asia ed Europa.
La sua origine è incerta e le sue proprietà erano note già agli indigeni sia del Nuovo sia del Vecchio Mondo. In Italia la specie si trova naturalizzata in tutte le regioni, dalle pianure alle zone sub-montane, dove cresce negli incolti, vicino ai ruderi e nei margini delle strade. Sta diventando infestante.

## Proprietà
I nomi erba del diavolo ed erba delle streghe si devono alle sue proprietà narcotiche, sedative e allucinogene, sfruttate sia a scopo terapeutico sia nei rituali magico-spirituali dagli sciamani di molte tribù native del Nordamerica.
Contiene, infatti, gli alcaloidi allucinogeni scopolamina e atropina.	
L'uso di Datura stramonium per queste finalità è estremamente pericoloso in quanto la dose attiva di alcaloidi allucinogeni è molto vicina alla dose tossica. Della pianta vengono utilizzati i semi o i fiori, talvolta assieme alle foglie.

## Usi

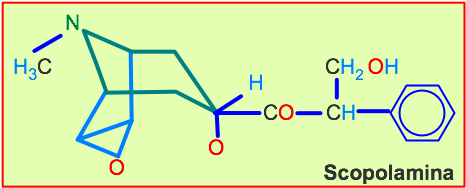
Scopolamina

Tutta la pianta è estremamente velenosa per via dell'alto contenuto di alcaloidi, le cui concentrazione e tossicità variano a seconda della parte della pianta (radice, fiori, fusti, foglie, semi) e della stagione, nonché del singolo esemplare. In tempi remoti si usava spesso per il suicidio e l'omicidio. L'exitus avviene tramite la paralisi della muscolatura respiratoria. È il veleno assunto da Giulietta e Romeo, e alcuni studi ne ipotizzano la presenza nelle pozioni somministrate da Circe a Ulisse e i suoi compagni nell'Odissea.
L'asma bronchiale veniva alleviata con le foglie, sotto forma di sigarette contenenti anche altre erbe medicinali, finché non divennero evidenti gli effetti collaterali e la dipendenza che si sviluppava inevitabilmente con il consumo giornaliero.
Le concentrazioni degli alcaloidi variano parecchio da pianta a pianta (foglia 0,1 - 0,65%, seme 0,4 - 0,6%). Questo rende difficile la produzione di tinture normate e affidabili per scopi terapeutici. Il seme contiene:
- tropanalcaloidi: prevalentemente giusciamina e scopolamina.
- beta-carbolinalcaloidi come la fluorodaturatina
- 4-metilsteroli
- lectine
- oli grassi
- proteine

Uso tipico della popolazione indoeuropea
Gli usi della Datura stramonium nella tradizione indoeuropea, secondo quanto riportato da Pierre Derlon, erano i più vari:
Certi etnologi spiegano con questo rituale la disseminazione della Datura stramonium sui terreni ruderali.
Un metodo drastico ma efficace e poco rischioso, perché la guaritrice conosceva a fondo le particolarità dei suoi pazienti e sapeva quando evitarne l'applicazione.

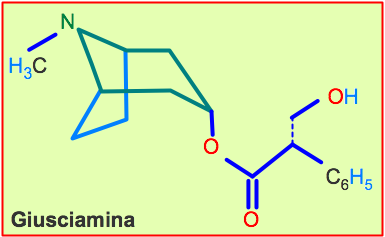
Giusciamina

Gli alcaloidi euforizzanti della datura pare mitighino lo stato depressivo. Da osservare lo schiacciare e bagnare con acido, che libera dai semi gli alcaloidi, e la combinazione con l'alcol.

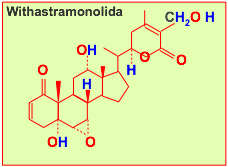
Sterolo di Datura stramonium

Certi alcaloidi della datura causano un blocco sui recettori muscarinici della muscolatura respiratoria, causando broncodilatazione per cessazione della costrizione mediata da questi stessi recettori. Quindi, l'inalazione di queste sostanze rilassa la muscolatura dei bronchi, facendo cessare così l'attacco asmatico.